# 莫岑湖

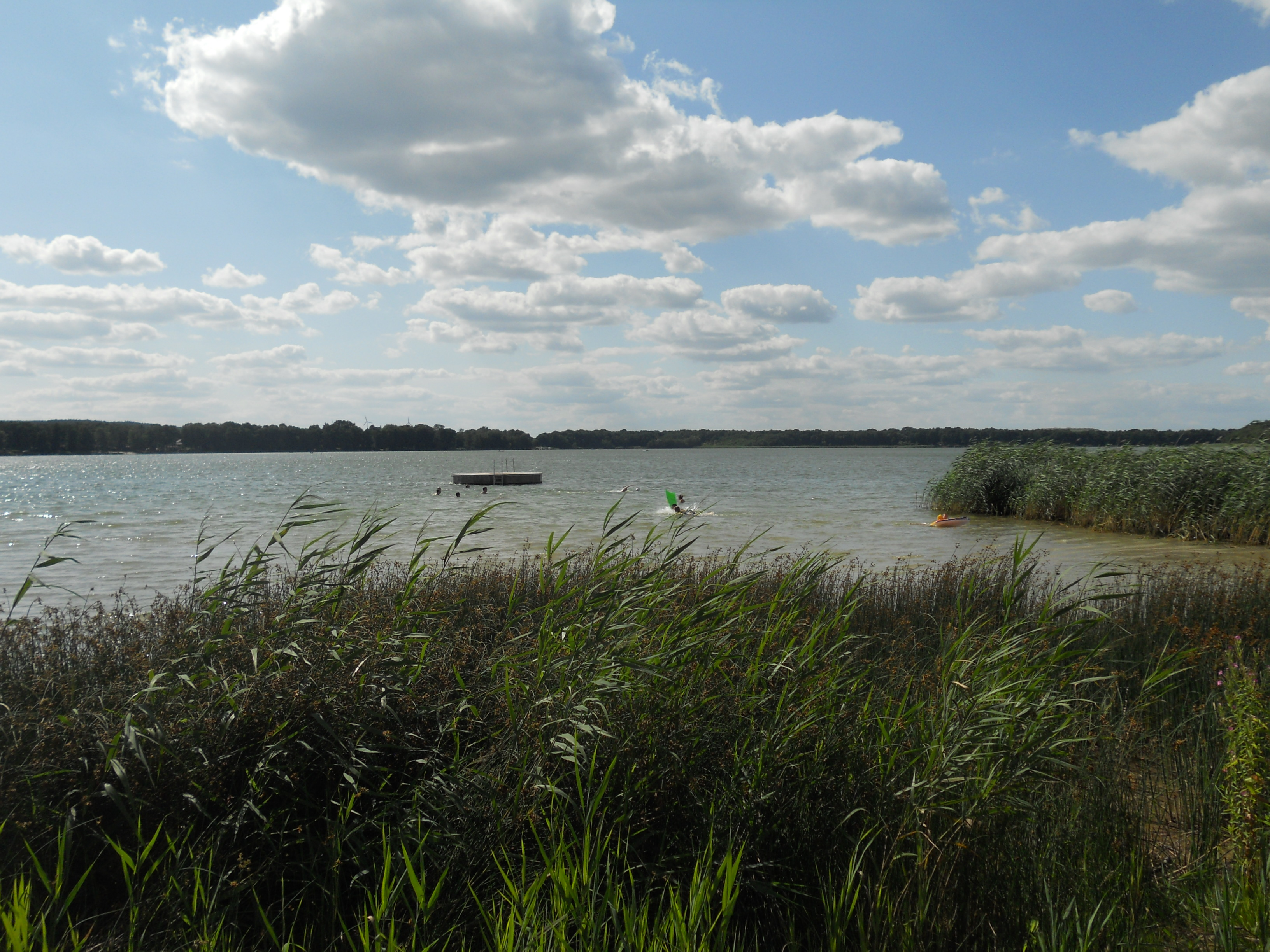

52°12′54″N 13°34′12″E / 52.21500°N 13.57000°E
莫岑湖（德語：Motzener See），是德國的湖泊，位於該國西南部，由勃蘭登堡州負責管轄，處於首都柏林以南40公里，面積2平方公里，平均水深8.1米，最大水深16.6米。